# Non si dorme a Kirkwall
Non si dorme a Kirkwall è una commedia di fantascienza scritta da Alberto Perrini nel 1955.

## Trama
Protagonista della vicenda è il pastore Mac Niff, parroco di Kirkwall, un paese situato su di un'isoletta scozzese: impigrito e segnato dagli anni e da una sorella zitella, il pastore chiede al vescovo un viceparroco che l'aiuti nella cura dei parrocchiani. E l'assistente infatti arriva, ma prima del previsto.
Da quel momento la tranquilla  esistenza del parroco e di tutto il paese sarà travolta dai moderni metodi di Newt, il viceparroco, che del pastore protestante ha solo l'abito. 
Newt è in realtà un diavolo insubordinato che si è affiancato al pastore per salvare sì delle anime, ma soltanto per far dispetto a Satana.
Ne accadono di tutti i colori; ma alla fine tutto si aggiusta nel migliore dei modi: Mac Niff impara che non è lecito essere pigri quando si ha cura d'anime e l'ex diavolo finisce per innamorarsi dell'acida e autoritaria sorella di Mac Niff.

## Critica
Hans Krämer, commentando la messa in scena, parlò di «soggetto da novella tipicamente italiana» e di «gioco proprio dei latini».

## Trasposizioni
Sandro Bolchi diresse una trasposizione dell'opera teatrale per la televisione, Non si dorme a Kirkwall, trasmessa in Italia sul Programma Nazionale il 15 luglio 1960. Tra gli interpreti, Alberto Lionello, Tino Buazzelli, Elsa Merlini.